# Calosso (Wein)
Calosso DOC ist seit 2011 eine „kontrollierte Herkunftsbezeichnung“ für italienische Rotweine aus der Gegend um Asti, Piemont. Das Weinbaugebiet für die Erzeugung von Qualitätswein ist sehr klein.

## Anbaugebiet
Für den Anbau sind die Gemeinden Calosso, Castagnole delle Lanze und Costigliole d’Asti vorgesehen.

## Erzeugung
Es werden Rotweine mit der Bezeichnung „Calosso“ (auch als Riserva) sowie „Calosso Passarà“ (nach dem Passito-Verfahren) hergestellt. Die verwendeten Rebsorten sind: 90…100 % Gamba rossa und 0…10 % rote Rebsorten, die für den Anbau im Piemont zugelassen sind.

## Beschreibung
Laut Produktionsvorschriften:

### Calosso
- Farbe: rubinrot mit orangefarbenen Reflexen mit zunehmender Reife
- Geruch: zart, duftend
- Geschmack: harmonisch, charakteristisch
- Alkoholgehalt: mindestens 11,5 Vol.-%
- Säuregehalt: mind. 4,5 g/l
- Trockenextrakt: mind. 19,0 g/l

### Calosso Passarà
- Farbe: rubinrot mit orangefarbenen Reflexen mit zunehmender Reife
- Geruch: charakteristisch, intensiv
- Geschmack: charakteristisch, harmonisch, warm
- Alkoholgehalt: mindestens 14,0 Vol.-%
- Säuregehalt: mind. 4,5 g/l
- Trockenextrakt: mind. 23,0 g/l